# Caenorhabditis elegans
A Caenorhabditis elegans a talajférgek (Rhabditida) rendjébe tartozó, kb. 1 mm hosszú, talajban élő, átlátszó fonálféregfaj. Neve a görög kainosz (mai) és rhabdosz (pálca), valamint a latin elegans (kecses, elegáns) szavakból származik. 1900-ban írta le Émile Maupas, aki eredetileg Rhabditides elegans-nak nevezte; 1952-ben Osche a Caenorhabditis alnembe helyezte át, 1955-ben pedig Doherty az alnemet genus státuszra emelte.
A C. elegans szelvények nélküli, áltestüreges állat, amelynek nincsenek sem légző- sem keringési szervei. Bélsejtjeiben UV-fény alatt fluoreszkáló granulumok találhatók, amelyek a féreg halálakor kéken fénylenek. Kétneműek: többségük hermafrodita, de vannak hímek is, amelyek farkuk végén a párzáskor használt tűszerű spiculumot viselnek.
A Nobel-díjas Sydney Brenner 1963-ban javasolta a C. elegans-t az idegfejlődés modellállatának. Az 1970-es évektől kezdődően részletesen tanulmányozták egyedfejlődését, genetikáját és molekuláris biológiáját és ma a biológia egyik legfontosabb, legáltalánosabban használt modellszervezete.
A C. elegans volt az első soksejtű élőlény, amelynek meghatározták a teljes genomszekvenciáját és 2012-ig az egyetlen állat, amelynek összeállították a teljes neuronkapcsolódási sémáját (konnektomát).

## Anatómia

A C. elegans mozgása

Az állat tagolatlan (szegmensek nélküli), teste két végén elvékonyodó henger alakú és kétoldalasan szimmetrikus. Teste egy külső, kollagéntartalmú, ellenálló kutikulából, epidermiszből és folyadékkal teli áltestüregből áll, amelyben szervei találhatóak. Döntő többségük hermafrodita, csak kb. minden ezredik hím. Szervei közé az emésztőrendszer (száj, garat, bél, végbél), az ivarszervek és az izmokhoz kapcsolódó idegrendszer tartozik. A többi fonálféreghez hasonlóan a keringési és légzőszervek hiányoznak. A test hosszában végighúzódó négy izomcsoport beidegzése olyan, hogy csak föl és le tudja hajlítani a testét, oldalra egyáltalán nem: ez alól kivétel a fej, ahol a négy izomcsoport egymástól függetlenül kapcsolódik az idegsejtekhez. Amikor a föl-alá hullámzó mozgás elöl kezdődik és hátrafelé tart, a féreg előrehalad; míg ha a hullámzás a faroktól tart a fej felé, akkor hátra mozog. Mivel oldalsó irányba nem tud mozogni, az állat a vízszintes felületeken többnyire valamelyik oldalán fekszik. Az előrehaladást segítendő, oldalain a kutikulán redők találhatóak, amelyek növelik a súrlódást.
A háromszögletes keresztmetszetű, izmos garat az eledel összezúzására és a bélüregbe való továbbítására szolgál. A garatot és a belet "szelepsejtek" kötik össze, de ezeknek működése nem ismert. Az emésztés után a béltartalom a végbélen keresztül távozik a szabadba. A garat mellett helyezkedik el a mindössze öt sejtből álló kiválasztórendszer, amelynek csatornája nincs kapcsolatban az emésztőrendszerrel.
A hímeknek egylebenyű ivarszervük, ivarvezetékük és a párzásra specializálódott testvégük van, egy vagy két tűszerű spiculummal. A hermafrodita férgek két, U-alakban elhelyezkedő petefészekkel, petevezetékkel, a sperma tárolására szolgáló spermathecával, a test közepén pedig egy méhhel és egy vulvával rendelkeznek.

Hermafrodita C. elegans anatómiája

A bél sejtjeiben nagyszámú granulum található, amelyek funkciója nem teljesen ismert. Hasonló granulumok a Rhabditida rend többi tagjánál is megfigyelhetőek. Több szempontból hasonlítanak a lizoszómákra, belsejük savas és képesek endocitózisra, de azoknál jelentősen nagyobbak, ami miatt feltételezik, hogy inkább valamilyen anyag tárolására szolgálnak. Érdekes tulajdonságuk, hogy ultraibolya fény hatására intenzíven, kéken fluoreszkálnak. Ezenkívül, ha a féreg elpusztul, szintén kék fényt bocsátanak ki (ún. halálfluoreszcencia), amely a bél elülső részén kezdődik és hátrafelé mozog a bél mentén. Ez a jelenség fiatal és idős állatoknál is megfigyelhető, akár sérülés, akár végelgyengülés következtében pusztulnak el. A granulumok funkciójára több elmélet is létezik, a régebbieket az újabb felfedezések már megcáfolták. Lehetséges, hogy cinket tárolnak. A fluoreszkáló anyag az antranilsav glikozilált alakja, de nem világos miért van rá szükség ekkora mennyiségben. Talán antibakteriális hatású, vagy arra való, hogy elnyelje az UV-fényt és átkonvertálja a DNS-re ártalmatlan hullámhosszú fénnyé. Ha ez igaz, akkor hasonló funkciója van, mint a melaninnak más állatokban.

## Szaporodás és egyedfejlődés

A hím C. elegans anatómiája

Egy egyedben valamennyi ivarsejt (spermium és petesejt) egyetlen sejttől származik, amely az embriogenezis elején különül el és elnevezése P4. Ez a sejt a petén belüli fejlődés során egyszer osztódik, ám további fejlődésre már csak a kikelés után kerül sor. A hermafroditák specializált nőstényeknek tekinthetők (testi sejtjeik női kromoszómaszerelvényűek), amelyek férfi ivarsejteket is termelnek és belső megtermékenyítés után a méhben érnek be petéik. Kedvező környezeti körülmények esetén a petéből kikelő lárvák négy fejlődési stádiumon mennek át (L1-L4), vagyis négyszer vedlenek. Ha a körülmények rosszak vagy kevés az élelem, a lárvák ún. "dauer" (tartós) formát vesznek fel. Ilyenkor ellenállóak a külső hatásokra, szájnyílásuk lezárul és nem táplálkoznak. Akár hónapokig is képesek ilyen állapotban maradni. A hermafroditák az L4 stádiumban megtermelik az összes spermiumot amit életük során felhasználnak (150 sejt gonádkaronként), ezután már csak oocitákat érlelnek. A spermiumok kezdetben ugyanott tárolódnak, ahol a petesejtek, míg az első oocita ki nem tolja őket a spermathecába, ahol további tárolásuk és a megtermékenyítés történik.
A hímek képesek a hermafroditák megtermékenyítésére, amelyek ha tehetik, a kívülről kapott hímivarsejteket használják fel először. A C. elegans hímivarsejtje amőbaszerű, nem rendelkezik ostorral vagy a sejtet védő akroszómával. Az önmegtermékenyítő hermafroditák kb. 300 petét raknak életük során, míg ha hímek termékenyítik meg, ez a szám elérheti az ezret is. 20 °C-on a laboratóriumi állatok 2-3 hétig élnek, a generációk kb. négynaponta váltják egymást.
A fonalférgek teste adott számú sejtből épül fel (eutélia). A felnőtt hím C. elegans-nak 1031 sejtje van a lárvaállapot végétől egészen haláláig. Ezután is növekednek, de ez csak a sejtek méretének növekedésével jár, számuk nem változik.
A C. elegans-nak 6 pár kromoszómája van, amelyikből egyik az ivari kromoszóma. A nemmeghatározás XX-X0 rendszerű, vagyis a nőstényeknek (hermafroditáknak) két ivari kromoszómája van, a hímeknek pedig csak egy.

## Ökológia
A különböző Caenorhabditis-fajok változatos tápanyag- és baktériumtartalmú környezetben élnek. A bomló szerves anyagon tenyésző baktériumokkal táplálkoznak. A C. elegans többféle mikroorganizmust is elfogyaszt, bár természetes körülmények közötti ökológiája jobbára ismeretlen. A laboratóriumban tenyésztett törzsek kerti talajból és komposztból származnak, de újabban felfedezték, hogy más szerves anyagban is megélnek, például rothadó gyümölcsökben. Laboratóriumban az Escherichia coli OP50 törzsével etetik őket. Új élőhelyekre főleg gerinctelenek (ezerlábúak, rovarok, csigák stb.) hurcolják át őket, elsősorban a dauer-lárvákat. A fonálférgek túlélik a kiszáradást, amit bizonyos védőproteinek termelésével érnek el. A C. elegans (akárcsak más fonálférgek) a ragadozó fonálférgek és mindenevő gerinctelenek (pl. egyes rovarok) táplálékául szolgálhatnak.

## Kutatása
Sydney Brenner 1963-ban javasolta, hogy a C. elegans legyen az idegrendszer fejlődésének modellállata, mert ez volt az egyik legegyszerűbb, neuronhálózattal rendelkező élőlény. A hermafroditák esetében a teljes idegrendszer 302 sejtből áll, amelyek kapcsolódási rendszerét (konnektómáját) részletesen feltárták. Azóta sikerült meghatározni az olyan funkciók mögötti molekuláris mechanizmusokat, mint a vegyi anyagok, hőmérséklet és tapintási ingerek felismerése vagy párzási viselkedés.
Alkalmas a tanulmányozásra, mert laboratóriumban könnyen és olcsón szaporítható, lefagyasztható, és mivel átlátszó, az élő szervezet sejtjei is jól láthatóak mikroszkóp alatt. A farokvégi spiculum miatt könnyű elkülöníteni a hímeket és a hermafroditákat.
A C. elegans genetikájában, egyedfejlődésében és apoptóziszabályozásában elért eredményekért 2002-ben Sydney Brenner, H. Robert Horvitz és John E. Sulston megkapta a fiziológiai Nobel-díjat. 2006-ban Andrew Fire és Craig C. Mello kapta meg a legrangosabb elismerést, mert felfedezték az RNS-interferenciát a fonálféregben, a 2008-ban kiosztott kémiai Nobel-díj pedig a részben C. elegans-on végzett zöld flureszcens proteines kutatásokat jutalmazta.
A nemzetközi kutatócsoportok nagy része valahogyan kötődik Sydney Brennerhez, aki az 1960-as években elkezdte a fonálféregkutatást. Alapítóik vagy diákjai vagy kollégái voltak az amerikai kutatónak. Magyarországon a terület úttörője Fodor András volt.

### Eredmények
John Sulston végigkövette a C. elegans valamennyi sejtjének (959 a hermafroditáknál, 1031 a hímeknél) fejlődési útját az egysejtes petesejttől a felnőtt egyedig. A nagyobb állatoktól eltérően, a fonálférgekben minden sejt életútja pontosan programozva van. A C. elegans embriogenezisének első lépései a legjobban megismert példái az aszimmetrikus sejtosztódásnak (amikor az osztódás után a két leánysejt további sorsa eltér).
A programozott sejthalál (apoptózis) a fejlődés során néhány sejtet elpusztít (131-et a hermafroditáknál, amelyek többsége idegsejt lett volna). Tanulmányozásuk sok információval szolgált az apoptózist szabályozó génekről; találtak a sejthalált elősegítő és gátló géneket is.

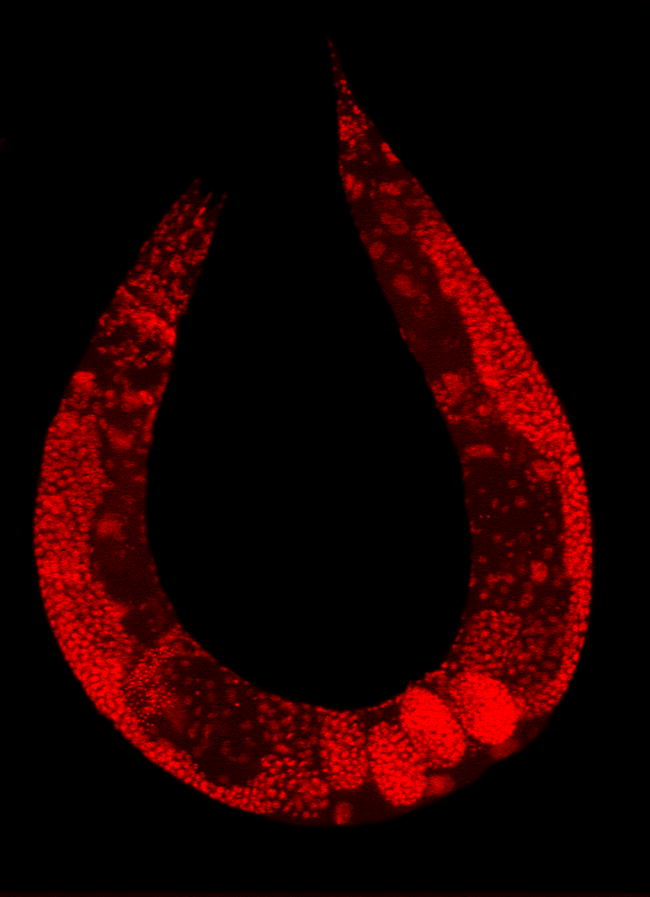
Texas Red festékkel festett C. elegans, amelynek valamennyi sejtmagja látszik

A C. elegans az egyik olyan szervezet, amelyben kimutatták az RNS-interferencia működését. A folyamat eredetileg a vírusfertőzést hivatott gátolni és a sejtekbe jutott kettős szálú RNS-t kisebb darabokra vágva és eltárolva képes a jövében felismerni az újabb vírusfertőzést és lebontani a parazita nukleinsavait. A jelenséget arra is lehet használni, hogy mesterséges RNS-t juttatva a féregbe (injekció vagy a baktériumtáplálék révén) szelektíven kikapcsolják egyes génjeit és így tanulmányozható a gének hatása.
A C. elegans a táplálékából is egyben felveszi az RNS-molekulákat, amire Caenorhabditis nemnek csak néhány tagja képes. A tulajdonságot egyetlen gén, a sid-2 szabályozza, amit ha más fonálféregfajokba bevisznek, akkor azok is képesek lesznek az RNS-felvételre.
A meiózis kutatását jelentően leegyszerűsíti, hogy az ivarsejtek érése során a sejtosztódás előrehaladása egybeesik a fonálféreg ivarszerveiben való haladással, vagyis az adott pozícióban minden sejt a meiózis ugyanazon fázisában tart. A meiózis korai szakaszában az oociták rendkívül ellenállóak a radioaktív sugárzással szemben, amit a DNS-javításban szerepet játszó rad51 és atm gének szabályoznak. Hasonló javító funkcióval rendelkezik még a mre-11gén is.
A nikotinfüggőséget megpróbálják C. elegans-on modellezni, mert sejtszintű reakciói (akut válasz, tolerancia, érzékenyítés) sok szempontból hasonlóak az emlősökéihez. Az öregedési folyamatok molekuláris részletei is tanulmányozhatóak a fonálférgek szervezetében, például az inzulinszerű növekedési faktor által mediált jelzőrendszer blokkolásával az állatok élettartama háromszorosára nőtt. A C. elegans az alváskutatásban is szerepet játszhat, mert az a legegyszerűbb, alvásszerű viselkedést mutató élőlény; vedlés előtt lethargus fázison megy át, amikor nem mozog és nem is táplálkozik.

### Űrkutatás
A Columbia űrrepülőgép 2003-as katasztrófája után a roncsok között életképes C. elegans-okat tartalmazó Petri-csészéket találtak. Utódaikat évekkel később, 2011-ben ismét felküldték az űrbe az Endeavour utolsó, STS-134 kódszámú repülése során.
2009 januárjában a Nemzetközi Űrállomáson két hetet töltöttek azok a fonálférgek, amelyeken a súlytalanság állapotában bekövetkező izomsorvadás mechanizmusait vizsgálták.

## Genom

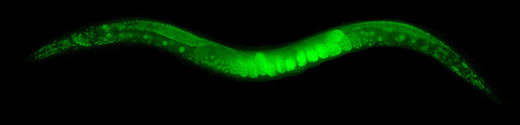
A zöld fluoreszcens protein génjét hordozó fonálféreg

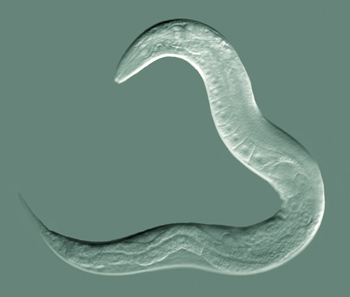
Hermafrodita C. elegans

A C. elegans volt az első soksejtű élőlény, amelynek meghatározták a teljes DNS-szekvenciáját. A fő géntérképet 1998-ban közölték, bár ekkor még hiányzott néhány rövid szakasz, a teljes szekvencia 2002-re lett készen. Az állat genomja kb. 100 millió bázispár hosszú és hat kromoszómából, valamint a mitokondriumai DNS-éből áll. Egy génre átlagosan 5 ezer bázispár jut, ennek azonban csak kis része kódoló szakasz: a genom 26%-át a nemkódoló intronok, 47%-át pedig a gének közötti szakaszok teszik ki. Sok gén funkció szerint csoportokba gyűlik. Ezeket a csoportokat a baktériumokban operonnak hívják, a C. elegans azon kevés eukarióta egyike (rajta kívül a laposférgeknél, egysejtű tripanoszómáknál és zsákállatoknál figyeltek meg ilyet), amelyben szintén megtalálhatóak ezek a struktúrák.
Úgy becslik, hogy a C. elegans-nak 20 470 fehérjekódoló génje van. Ezek közül 35%-nak van megfelelője az emberi gének között. Érdekes módon sok ilyen gén képes a másik szervezetben (emberi gén a fonálféregben, vagy fordítva) is funkcionálni. A proteinkódoláson kívül a gének valamilyen funkciójú RNS-t is produkálhatnak, az ilyen szekvenciák száma akár a 16 ezret is elérheti. Ezek nagy része a 2006-ban felfedezett piRNS (piwi-kötő RNS) génje
2003-ra elkészült a rokon faj Caenorhabditis briggsae, néhány évvel később pedig C. remanei, C. japonica és C. brenneri teljes szekvenciája is, így lehetővé válik a közeli fajok összehasonlító analízise.

## Fordítás
- Ez a szócikk részben vagy egészben  a   Caenorhabditis elegans című angol Wikipédia-szócikk ezen változatának fordításán alapul.  Az eredeti cikk szerkesztőit annak laptörténete sorolja fel. Ez a jelzés csupán a megfogalmazás eredetét és a szerzői jogokat jelzi, nem szolgál a cikkben szereplő információk forrásmegjelöléseként.